# 安武郡
安武郡，中国南北朝时设置的郡。
西魏设置安武郡，治所在朝那县（今甘肃省灵台县西北朝那镇），下辖朝那县、安武县。属于涇州（治所在今甘肃省泾川县）。北周沿置，隋文帝开皇三年（583年）废，朝那县、安武县直辖于涇州。